# The Last Summer (film 2019)
The Last Summer è un film statunitense del 2019 diretto da William Bindley.

## Trama
Nell'estate dopo la fine del liceo, un gruppo di giovani si misura con amicizia, amore e rapporti familiari prima di andare al college.

## Produzione

### Casting
Nel gennaio 2018, è stato annunciato che KJ Apa avrebbe recitato in The Last Summer , un film diretto da William Bindley da una sceneggiatura di Bindley e suo fratello, Scott Bindley. All'epoca l'uscita era prevista per il 23 aprile 2018. Nel marzo 2018, Jacob Latimore si unì al cast, con la produzione principale rimandata al 7 maggio 2018. Nell'aprile 2018, Maia Mitchell si unisce al cast per interpretare l'interesse amoroso di Apa nel film. Nel maggio 2018, Tyler Posey e Forrest Goodluck si sono uniti al cast.
Nel giugno 2018, è stato annunciato che Netflix aveva acquisito i diritti del film intanto Halston Sage, Sosie Bacon, Gage Golightly, Wolfgang Novogratz, Ed Quinn, Mario Revolori (in sostituzione di Goodluck) e Gabrielle Anwar si sono uniti al cast.

### Riprese
Le riprese sono iniziate a maggio 2018 a Cleveland, Ohio.

## Distribuzione
Il film è stato distribuito il 3 maggio 2019.

## Accoglienza
Sul sito Rotten Tomatoes, il film ha conseguito un indice di gradimento del 20% sulla base di 5 recensioni, ed una valutazione media di 4.65/10.